# Coursière
Le Coursière  est une race bovine hispano-landaise, principalement élevée pour les spectacles de course landaise.

## Présentation
Femelle du taureau de combat, elle est présentée pour la première fois en arène à l'âge de trois ans environ ; elle pèse alors en moyenne 400 kg.

## Origine
La vache landaise est issue d'élevages espagnols navarrais ou andalous selon Frédéric Saumade, ou de la région de Salamanque selon la Fédération française de la course landaise. Les éleveurs landais, qui portent le nom espagnol de ganaderos, les achètent la plupart du temps. Très peu d'entre eux fondent une race par sélection. Le ganadero est plutôt le propriétaire du bétail que l'éleveur. Mais malgré sa provenance extérieure, la coursière est réellement identifiée au pays par son nom générique : vache landaise.

## Caractéristiques
Les pointes de ses cornes sont encapuchonnées avec du chatterton, à l'instar du cocardier de Camargue, mais la vache landaise garde cette protection tous les jours et jusqu'à la fin de sa vie. Elles portent chacune un nom, elles sont respectées et entourée d'attention. Les plus performantes d'entre elles sont appelées des « marraines ».
La coursière a aussi des quelques points communs avec le taureau de combat dans les qualificatifs qui la désignent. Ainsi une vache landaise est notée sur la  noblesse, c'est-à-dire sur la franchise de ses attaques. 
La coursière est préparée au combat avant le spectacle par un vacher qui place les têtières ou bourrelets de cuir permettant d'assujettir l'animal. Dans les courses de challenge, un ordre de sortie des coursières est mis au point selon ce que l'on connait de leur combattivité : on fait passer en premier la plus docile, et on termine le spectacle avec la plus combattive. 
Il existe aussi une catégorie de coursière sauteuse, qualifiée ainsi parce qu'elle est réservée au sauteur de l'équipe, juste avant la pause. Chaque coursière sort deux fois par spectacles, sauf celles qui n'ont montré aucune combattivité lors de la première partie de la course.

## Les coursières célèbres
Parmi les vaches célèbres, Challengita de la ganadería Maigret a remporté la Corne d'or à Nogaro de 1961 à 1967. Elle a donné son nom au trophée Challengita qui couronne le classement des vaches pour la saison depuis 1992.
Federale a aussi remporté la corne d'or dans les années 1900. Ces vaches ont été achetées à des éleveurs de la province de Salamanque